# Mukata vakuf
Mukata vakuf vrsta je pravnog odnosa u islamskom pravu. Tu se daje vakufsko zemljište u zakup nekoj osobi da na njemu izgradi objekt uz obvezu plaćanja kirije. Nema konačnog vremenskog ograničenja. Vlasništvo je podijeljeno. Vlasnik zemljišta je vakuf, a vlasnik objekta zakupoprimac. Europsko građansko pravo ne poznaje podijeljeno vlasništvo te je ovo bio prvi problem austro-ugarske uprave u BiH. Davanje vakufskog dobra u zakup nastalo je kao odgovor ili kao potreba očuvanja vakufa od propadanja odnosno radi obnove devastirana vakufa čime bi mu se vratila funkcionalnost. U novije vrijeme ima radova gdje je elaborirano da se unatoč negativnih iskustava iz prošlosti može mukatu sprovesti i danas bazireno na suvremenoj praksi. Financijski razlozi opravdaju obnovu ove institucije, pa se prvo mora odrediti mehanizme zaštite vakufa nakon čega se ovakvim oblikom ulaganja može poslovati na bazi uzajamne koristi vakufa i ulagača. Drugi modeli su iznajmljivanje vakufa vakufu i idžaretejn vakuf. i dr.
Mukata i idžaretejn vakufi sasvim su različiti.